# Eublaberus distanti
Eublaberus distanti är en kackerlacksart som först beskrevs av Kirby, W. F. 1903.  Eublaberus distanti ingår i släktet Eublaberus och familjen jättekackerlackor. Inga underarter finns listade i Catalogue of Life.